# Marguerite Hersberger

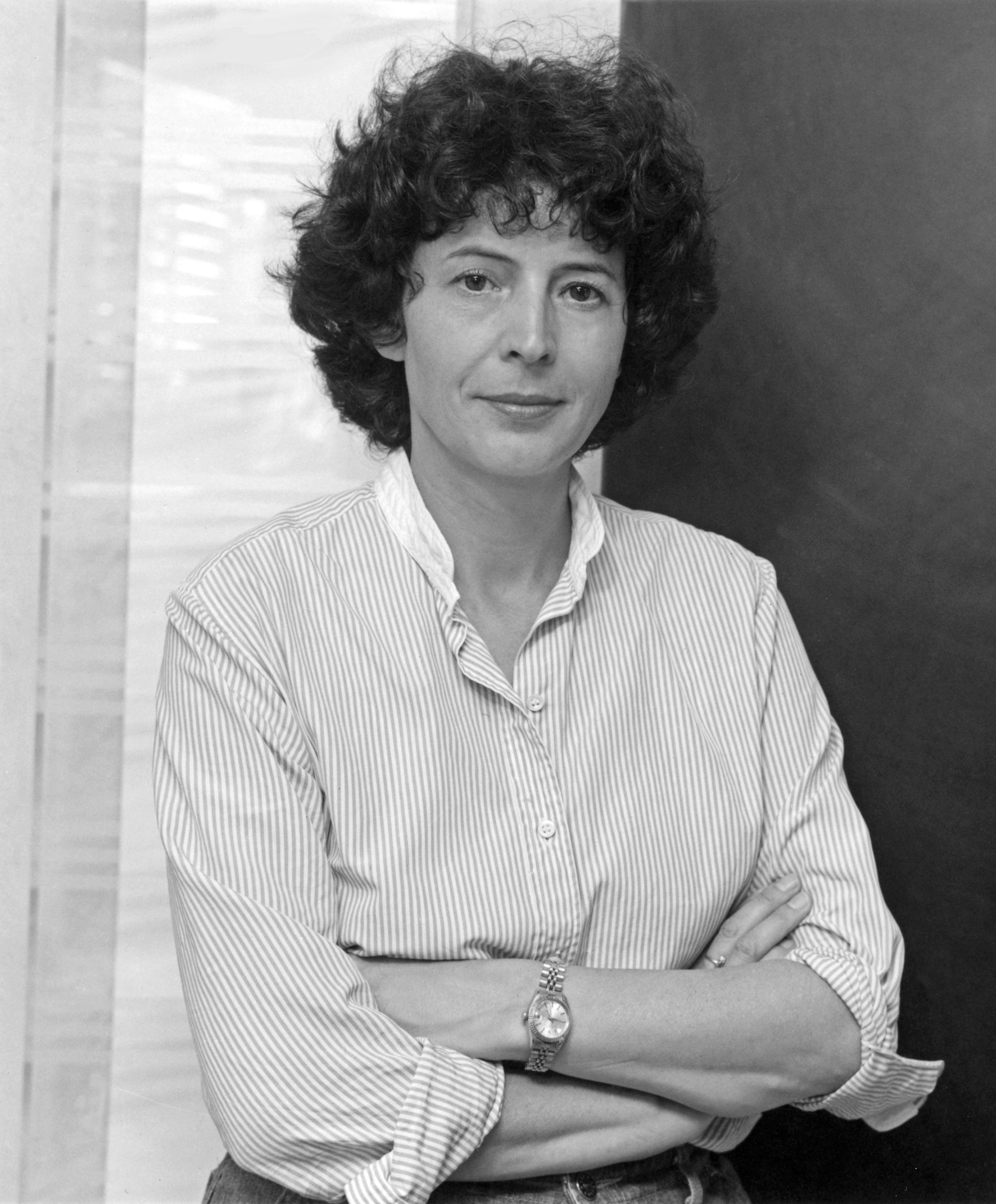
Marguerite Hersberger vor ihrem Atelier. 1989

Marguerite Hersberger (* 29. August 1943 in Basel) ist eine Schweizer Künstlerin, die in Zürich lebt.

## Leben
Marguerite Hersberger besuchte von 1964 bis 1966 die Schule für Gestaltung Basel. Anschliessend lebte sie drei Jahre in Paris und arbeitete im international vernetzten Bildhaueratelier von François Stahly (Recherche de groupe). 1970 übersiedelte sie nach Zürich, wo sie seither im eigenen Atelier tätig ist.
Von 1981 bis 1989 war sie Mitglied der Sammlungs-Kommission der Zürcher Kunstgesellschaft, Kunsthaus Zürich. Von 1982 bis 1994 war sie Abgeordnete in der Kulturförderungskommission des Kantons Zürich. 1989 wurde sie Mitglied im Vorstand der Zürcher Kunstgesellschaft Kunsthaus Zürich.
Hersberger arbeitet in den Medien Malerei, Zeichnungen, Fotografie. Sie gestaltet Reliefs, Objektkunst, Installationen, Lichtkunst und Kunst am Bau.

## Auszeichnungen
- 1974/1976: Kunststipendium der Stadt Zürich
- 1975–1977: Kunststipendium des Kantons Zürich
- 1978: Conrad-Ferdinand-Meyer-Preis

## Werk

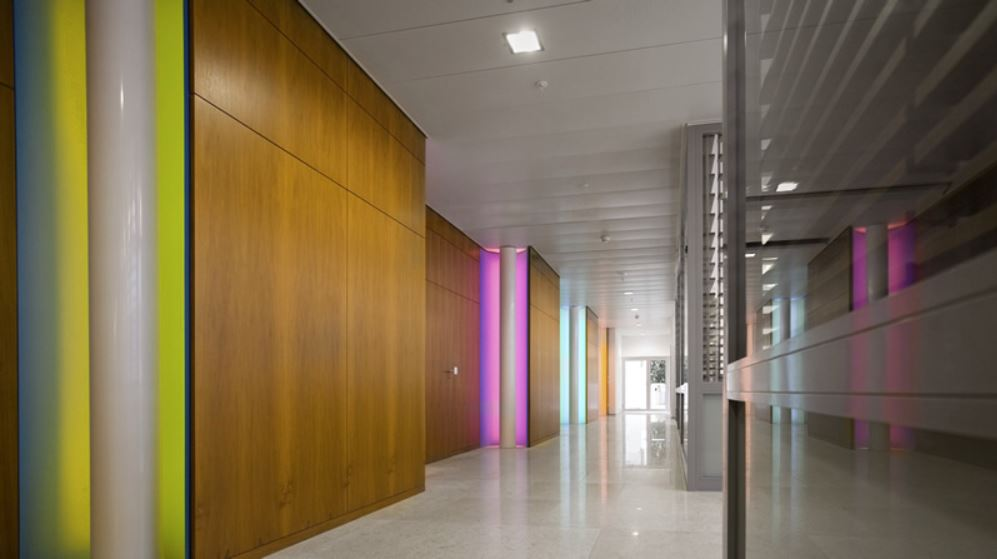
«Mixed Colours», 2008, F. Hoffmann - La Roche AG, Basel

Hersberger ist eine Vertreterin der konstruktiv-konkreten Kunst. Seit Anfang der 1970er-Jahre entwickelte sie eine eigene künstlerische Sprache. Das wichtigste Medium in ihrem Schaffen ist das Licht. Es weckt Assoziationen, erzeugt Stimmungen, verändert Materialbeschaffenheit, ruft Raumeindrücke hervor und bewirkt verschiedene Qualitäten. Auch in ihren architekturbezogenen Projekten ab 1980 wird Licht zu einem wichtigen Erkennungsmerkmal. Hersberger verwendet mit Vorliebe geometrische Formen in vielfältigen Farbkontrasten und -konstellationen. Ein wichtiger Schwerpunkt im Schaffen sind die Arbeiten «Kunst und Bau» im öffentlichen Raum in der Schweiz und in Deutschland, die sie zwischen 1980 und 2020 realisierte. Die künstlerischen Entwürfe und Umsetzungen versteht sie nicht als Zusatzapplikationen, sondern als wirklichen Dialog zwischen Architektur und Kunst. Ihre Installationen zeichnen sich durch klare Inszenierungen aus. Die Raum- und Wandobjekte sowie die freien Arbeiten auf Papier sind von einer schlichten Formensprache geprägt.

## Ausstellungen (Auswahl)

### Einzelausstellungen
- 1976: Kunsthaus Zürich, Zürich
- 1977: Stedelijk Museum, Schiedam-Rotterdam (Archiv beginnt erst 2018)
- 1980: Kunsthalle Winterthur, Winterthur[2]
- 1986: Kunstmuseum des Kantons Thurgau, Kartause Ittingen, Warth/TG
- 1995: «Retrospektive», Haus Konstruktiv, Zürich (Publikation)[3]
- 2017: Installation «il presente – assente, der anwesend abwesende». Atelier Giacometti, Stampa/GR (Katalog)[4]
- 2020 «Räumliche Transparenz», Rappazmuseum Basel, Klingental 11, 4058 Basel, 25. September - 15. November 2020[5], (Katalog[6])
- 2023: Marguerite Hersberger: Dem Raum Raum geben,[7] Haus Konstruktiv, Zürich, Schweiz

### Gruppenausstellungen
- 1974: «Prospectiva 74». Museu de arte contemporanea da universidade de Sao Paulo (Katalog)
- 1982: «art concret suisse: mémoire et progrès», Strasbourg (Katalog)
- 1988: «Licht und Transparenz»[8]. Museum Bellerive, Zürich (Katalog[9])
- 1998: «Struktur – Feld – Raum». Museum für Konkrete Kunst, Ingolstadt (Katalog[10])
- 2000: Sammlung Ruppert, Museum Kulturspeicher, Würzburg (Publikation)[11]
- 2010: «Hommage an das Quadrat – Werke aus der Sammlung Marli Hoppe-Ritter». Museum Ritter, Waldenbuch (Publikation)[12]
- 2016: «Um die Ecke denken – Die Sammlung Haus Konstruktiv von 1986-2016». Haus Konstruktiv, Zürich (Publikation)[13]
- 2018: «10 Jahre Kunst (Zeug)haus». Kunst-(Zeug)haus, Rapperswil/SG

## Werke im öffentlichen Raum
- 1980–1983: «Farblichtfelder»[14], Universität Irchel, Zürich
- 1986: «Lichtfelder». Centre Ville de Genève, Sporthalle Vernier/GE
- 1991: «Rotation». Vorplatzgestaltung mit Steinskulptur, Sportzentrum Kerenzerberg, Filzbach/GL[15]
- 1992: «Lichtturm und Lichtzylinder». Galleria Spaltenstein Immobilien AG, Zürich (Firma gelöscht)
- 1996–1997: «Lichtbrücken – Lichtsäule». Allianz AG, Leipzig[16]
- 1997: «aussen-innen-innen-aussen» – Lichtstelen. AXA Versicherungen, Frankfurt a.Main
- 2001: «Lichttriade». Regierungsgebäude, Schaffhausen
- 2002–2003: «Colonnes lumineuses»[17], Internationales Airport Center, Lumion[18], Genève
- 2008: «Mixtes colours» – 12 Lichtpilotis. F. Hoffmann-La Roche AG, Basel (Bild oben)
- 2013: «Skylines». Schweizerische Epi-Klinik[19], Zürich
- 2017: «Dem Farbkreis folgend». Alterszentrum Wägelwiesen[20], Wallisellen/ZH (Hauszeitung Winter 2017, Seite 11; PDF)[21]
- 2019–2021: «Dialog» Gestaltung von Akustikwänden in den Flurebenen der Konferenzräume der Evangelische Bank eG, D-Kassel.